# Pirita
Pirita – dzielnica Tallinna we wschodniej części miasta, sąsiadująca z Lasnamäe na południu i Śródmieściem na zachodzie. Dzielnicę tworzą głównie tereny zielone i domy jednorodzinne, przez co uważana jest za najbardziej ekskluzywną dzielnicę. Rekreację zapewnia plaża i przystań jachtowa, oraz liczne parki i ścieżki rowerowe. W dzielnicy znajduje się jedna z większych atrakcji miasta, jego najwyższy obiekt – wieża telewizyjna o wysokości 314 metrów.
Przez dzielnicę przepływa rzeka o takiej samej nazwie.

## Podział
Dzielnica składa się z 9 poddzielnic: Iru, Kloostrimetsa, Kose, Laiaküla, Lepiku, Maarjamäe, Merivälja, Mähe i Pirita.

## Ludność
Piritę w grudniu 2015r. zamieszkiwało 18 103 osób.
| Data    | 01.12.2012 | 01.12.2013 | 01.12.2014 | 01.12.2015 |
| ------- | ---------- | ---------- | ---------- | ---------- |
| Ludność | 16 908     | 17 393     | 17 622     | 18 103     |

Dzielnicę zamieszkują głównie Estończycy – Rosjanie stanowią 17% populacji, co sprawia, że Pirita jest drugą dzielnicą (po Nõmme), w której Estończycy stanowią absolutną większość.
| Grupa etniczna | udział w % (2015r.) |
| -------------- | ------------------- |
| Estończycy     | 77,4%               |
| Rosjanie       | 17,0%               |
| Ukraińcy       | 1,7%                |
| Białorusini    | 0,7%                |
| Finowie        | 0,7%                |
| Żydzi          | 0,4%                |
| Tatarzy        | 0,1%                |
| Inne           | 2,0%                |

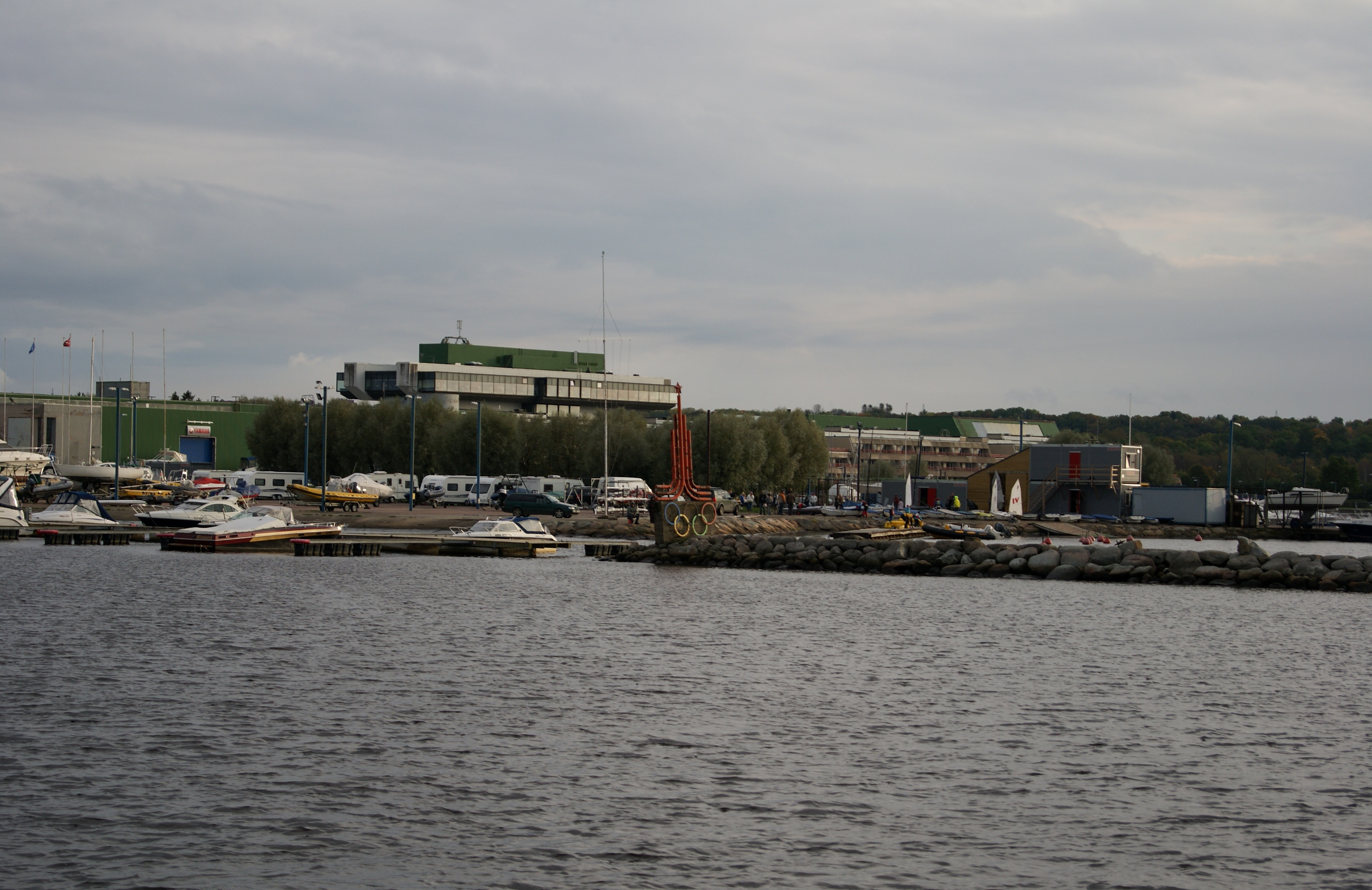
Przystań, w tle Centrum Olimpijskie
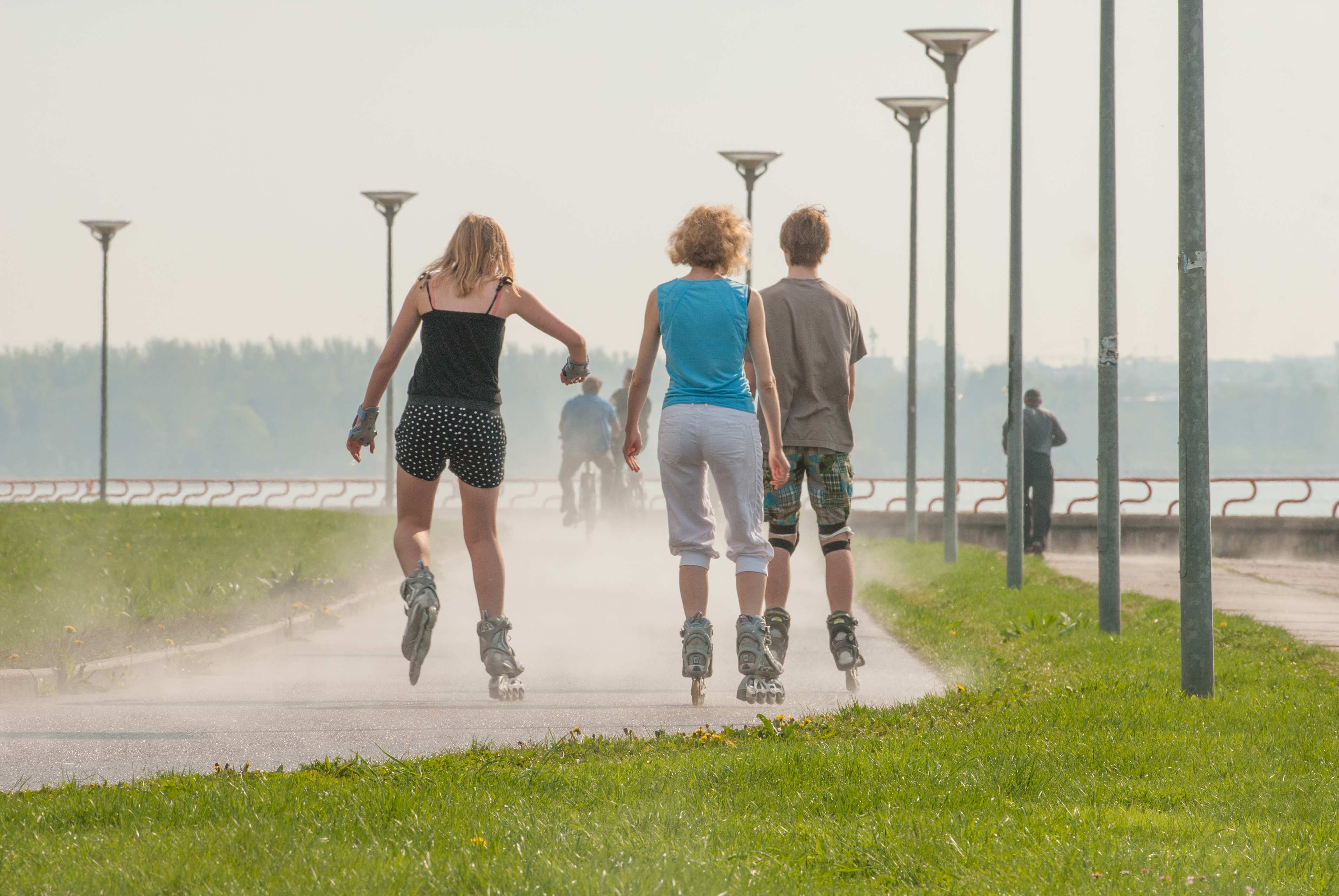
Ścieżka rekreacyjna na Pirita tee, prowadzącej do centrum miasta
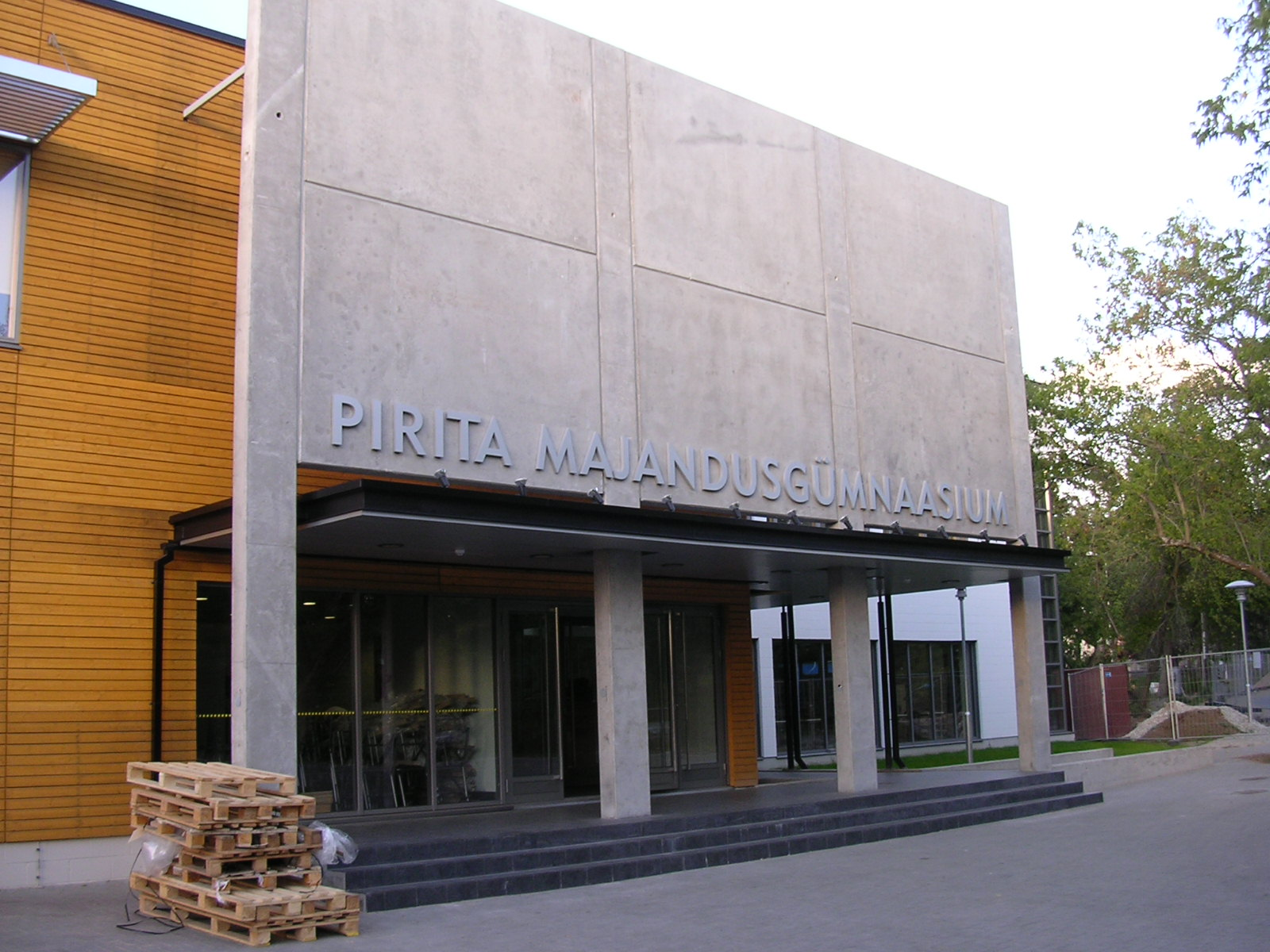
Gimnazjum ekonomiczne znajdujące się obok rezerwatu przyrody Pirita jõeoru
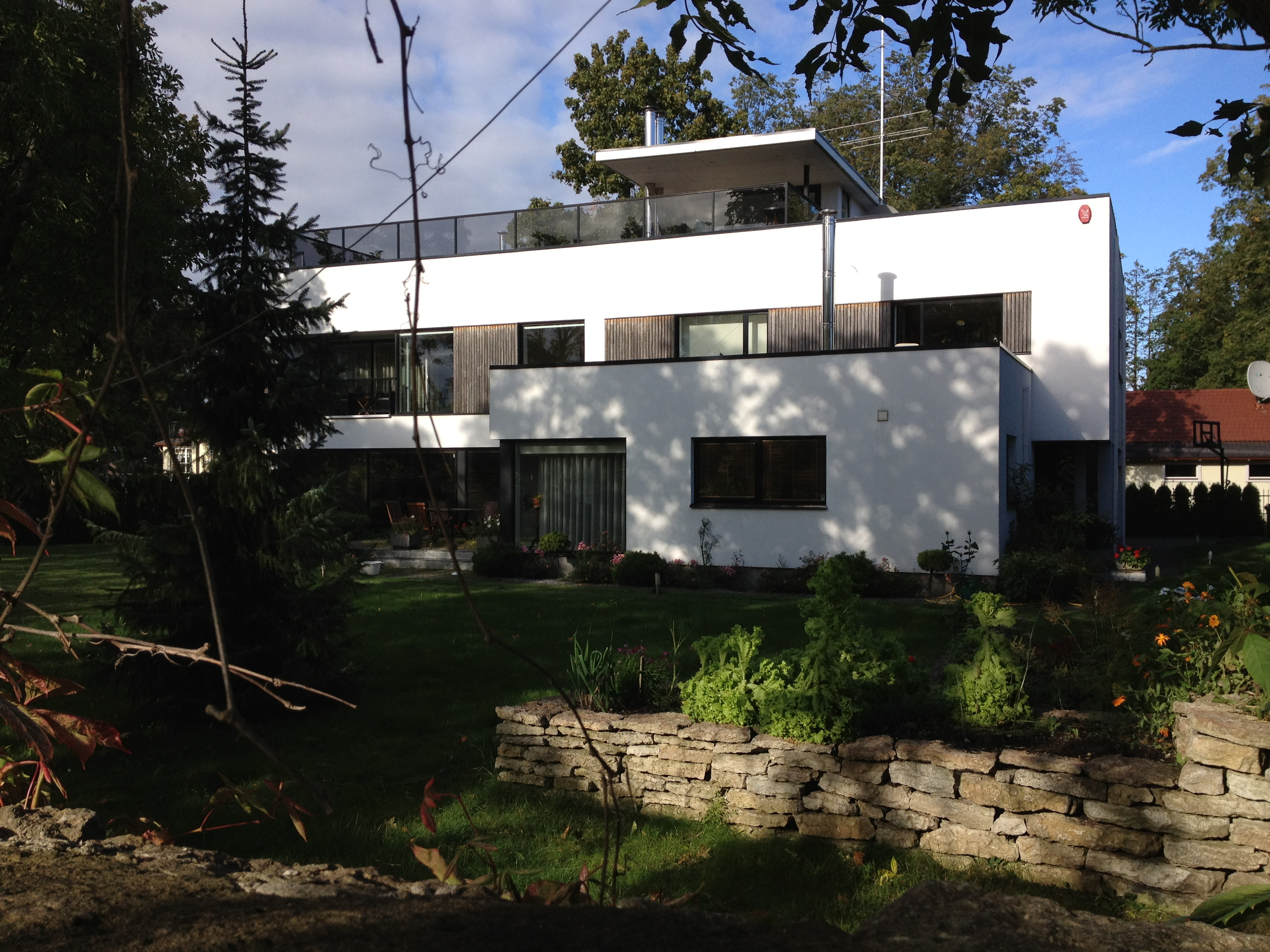
Modernistyczny dom przy ulicy Vabaõhukooli